# Nibe Skole
Nibe Skole er den eneste folkeskole i Nibe, Aalborg Kommune, og har 893 elever (2025). Skolen har adresse på Lundevej 13.

## Historie
Nibe Skole blev opført i 1952 på en mark, lidt uden for byen som erstatning for Nibe Borgerskole i Grønnegade 29. Fra 1961 til 1966 havde Nibe Handelsskole til huse i bygningerne. Skolen er blevet udvidet over flere omgange, senest i 2004/05.